# TUI AG
TUI AG este o companie germană din domeniul turismului, care deține, prin subsidiarele sale la nivel internațioanl, peste 120 de avioane, 3.500 de agenții de turism și 285 de hoteluri. În anul 2005, cifra de afaceri a fost de 19,619 miliarde €, iar numărul angajaților a depășit 62.900 de angajați.